# Partille distrikt
Partille distrikt är ett distrikt i Partille kommun och Västra Götalands län. 
Distriktet ligger i och omkring Partille.

## Tidigare administrativ tillhörighet
Distriktet inrättades 2016 och utgörs av en del av Partille socken i Partille kommun.
Området motsvarar den omfattning Partille församling hade vid årsskiftet 1999/2000 och som den fick 1971 efter utbrytning av Sävedalens församling.